# Boreotrophon albospinosus
Boreotrophon albospinosus är en snäckart som först beskrevs av Willett 1931.  Boreotrophon albospinosus ingår i släktet Boreotrophon och familjen purpursnäckor. Inga underarter finns listade i Catalogue of Life.